# Liste des cours d'eau de l'Ontario

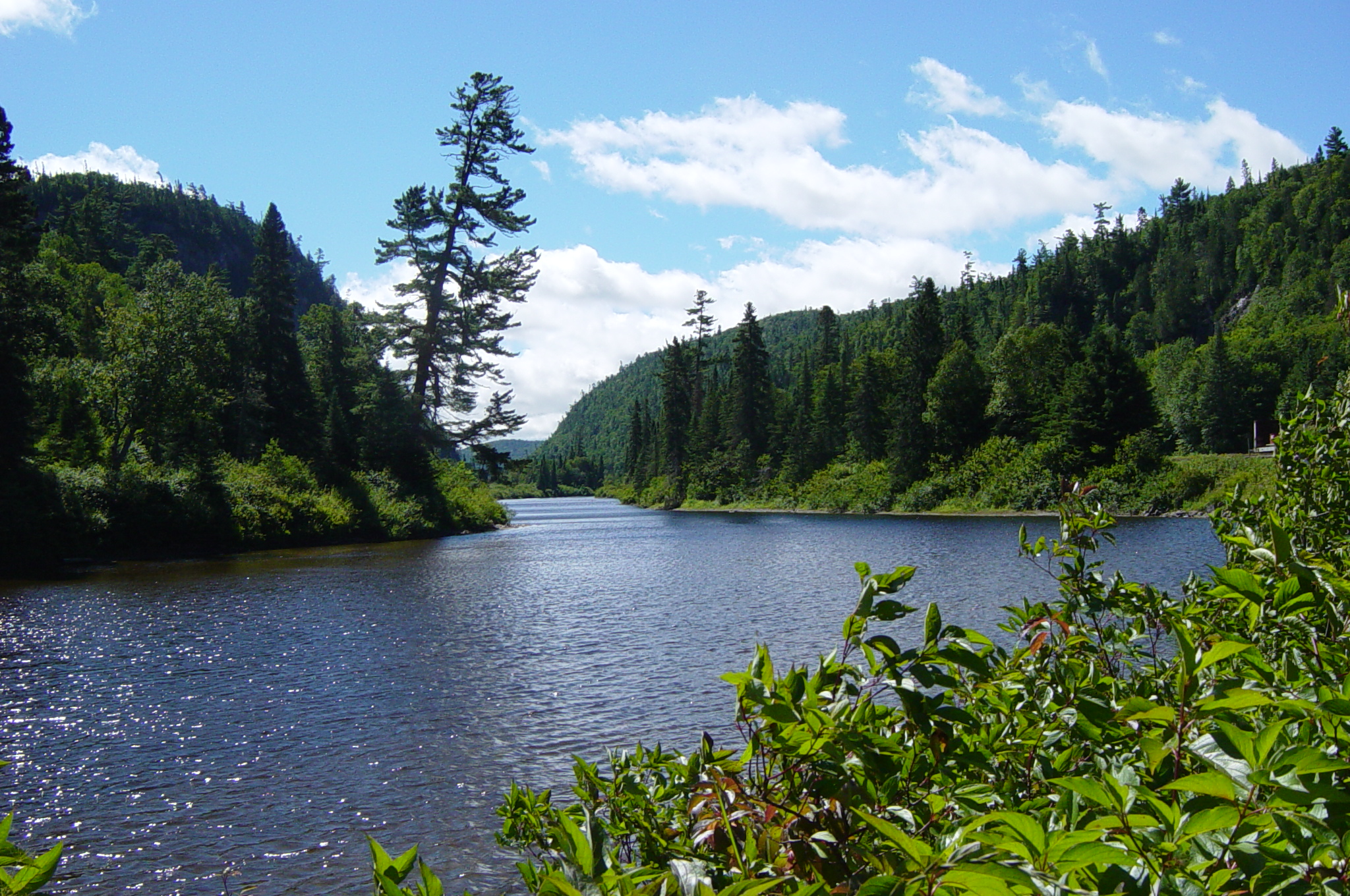
La rivière Agawa située dans le district d'Algoma.

La liste des cours d'eau de l'Ontario répertorie les cours d'eau situés dans le territoire de la province canadienne de l'Ontario. L'information y est présentée selon une classification par bassin versant ainsi que par ordre alphabétique. La liste inclut aussi les affluents.

## Liste par principaux bassins versants

### Baie d'Hudson
| Rivière Nelson | Baie d'Hudson | Baie James |
| --- | --- | --- |
| - Rivière Berens - Rivière Whitefish (rivière Berens) - Rivière Bloodvein - Rivière Poplar - Rivière Winnipeg - Lac Woods, bassin versant - Rivière Black - Rivière Rainy - Rivière Kaunamaekauk - Rivière Pinewood - Rivière Kishkakoesis - Lac Pinewood - Ruisseau Sturgeon(or) Rivière Sturgeon - Ruisseau Sleeman - Rivière La Vallée - Lac Rainy - Rivière Turtle - Rivière Little Turtle - Rivière Pipestone - Seine River - Rivière Caribou - Ruisseau Farrington - Rivière Cherry - Rivière Manitou - Étang Manitou, Lower et Lac Upper Manitou - Baie Peep - Lac Grant - Baie Mosher - Ruisseau McTaggart - Entrée du MacDonald - Rivière Big Canoe, Lac Cuttle - Ruisseau Clement - Ruisseau Alex - Rivière Firesteel - Rivière Beaver - Rivière Black Sturgeon - Rivière MacFarlane - Ruisseau Octopus (Ruisseau Ena) - Ruisseau Devils - Ruisseau Whitney - Ruisseau Talbot - Ruisseau Boot - Rivière English - Rivière Cedar - Lac Whitefish - Rivière Whitefish (lac Seul) - Rivière Marchington - Rivière Sturgeon - Rivière Sturgeon - Rivière Vermilion - Rivière Wabigoon - Rivière Wapesi | - Rivière Echoing, coulant via la Rivière Gods et la Rivière Hayes au Manitoba - Rivière Pasquatchai - Rivière Sturgeon - Rivière Black Duck - Rivière Severn - Rivière Beaver - Rivière Fawn - Rivière Poplar - Rivière Burning - Rivière Pitticow - Rivière Fat - Rivière Otter - Rivière Little Otter - Rivière Sachigo - Rivière Beaver Stone - Rivière Wapaseese - Rivière Thorne - Rivière Sherman - Rivière Morrison - Rivière Rottenfish - Rivière Blackbear - Rivière Makoop - Rivière Windigo - Rivière Fox - Rivière Cobham - Rivière McInness - Rivière Winisk - Rivière Asheweig - Rivière Pipestone - Rivière North Pipestone - Rivière Sutton (baie d'Hudson) - Rivière Aquatuk - Rivière Warchesku - Rivière Kinushseo | - Rivière Lakitusaki - Rivière Opinnagau - Rivière Ekwan - Rivière Little Ekwan - Rivière Crooked - Rivière Matateto - Rivière North Washagami - Rivière Attawapiskat - Rivière Missisa - Rivière Muketei - Rivière Streatfeild - Rivière Attawapiskat Lake - Rivière Pineimuta - Rivière Lawashi - Rivière Kapiskau - Rivière Otadaonanis - Rivière Beaver - Rivière Atikameg - Rivière North Wabassie - Rivière Poplar - Rivière Sagesigan - Rivière Little Swan - Rivière Noluskatsi - Ruisseau Cudmore - Rivière Big Willow - Rivière Albany - Rivière Pagashi - Rivière Cheepay - Rivière Henley - Rivière Kenogami - Rivière Little Current - Rivière Kapikotongwa - Rivière Powitik - Lac Summit (district de Thunder Bay) - Rivière Pagwachuan - Rivière Flint, Lac Flint - Rivière Hinata - Rivière Burrows, Lac Burrows - Ruisseau Murky - Lac Cotoneaster - Rivière Kemogamisis - Ruisseau Isis - Lac Fecteau - Lac Wintering - Baie Westside - Rivière Pout - Rivière Drowning - Rivière Kabinakagami - Rivière Fox - Rivière Nagagami - Rivière Otasawian - Rivière Shekak - Rivière Ogoki - Rivière Allanwater - Rivière Brightsand - Rivière Berg - Rivière Caribou - Rivière Flindt - Lac Saint-Joseph - Rivière Cat - Rivière Doghole - Rivière Doran - Rivière Miniss - Rivière Saint-Raphael - Rivière De Lesseps - Rivière Pembina - Rivière Moose - Rivière Kwataboahegan - Rivière Cheepash - Rivière Abitibi - Rivière Frederick House - Rivière Forks - Rivière Night Hawk - Rivière Redstone (Nord-Est de l'Ontario) - Rivière Whitefish (lac Night Hawk) - Rivière Black - Lac Abitibi (Ont. et QC) - Rivière La Reine (QC et Ont.) - Rivière Maine (lac Abitibi) (QC) - Rivière La Sarre (QC) - Rivière Dagenais (QC) - Rivière Cachée (lac Abitibi) (QC) - Rivière Duparquet (QC) - Lac Duparquet (QC) - Rivière Magusi (Ont. et QC) - Rivière Kanasuta (QC) - Rivière Mouilleuse (QC) - Rivière D'Alembert (QC) - Rivière Lanaudière (QC) - Rivière du Québec (QC) - Rivière Mattawasaga - Rivière Mattagami - Rivière Kapuskasing - Rivière Saganash - Rivière Little Saganash - Rivière Dunrankin - Rivière East Dunrankin - Rivière Kirkwall - Rivière Nemegosenda - Rivière Borden - Lac Kapuskasing - Rivière Chapleau - Rivière Makonie - Rivière Swanson - Rivière Little Swanson - Rivière Groundhog - Rivière Ivanhoe - Rivière Nat - Rivière Missinaibi - Rivière Brunswick - Rivière Fire - Rivière Hay - Rivière Mattawitchewan - Fourche Albany - Ruisseau Cameron - Rivière Oba, Lac Oba - Rivière Pivabiska - Rivière Opasatika - Rivière Soweska - Rivière Partridge - Rivière Little Partridge - Rivière Piscapecassy - Rivière Harricana - Rivière Kesagami - Rivière Lawagamau - Rivière Seal - Rivière Little Seal - Rivière Shashiskau - Rivière Little Shashiskau - Rivière Bodell - Rivière Pesekanaskoskau - Rivière Black - Rivière Little Kesagami - Rivière Corner - Rivière Again (Ontario et Québec) - Petite rivière Missisicabi (Québec et Ontario) - Rivière Kattawagami Rivières québécoises (ou affluents de rivières ontariennes) coulant en Ontario, vers la rive ontarienne de la baie James, en ordre, de l'est vers l'ouest: - Rivière Missisicabi (Québec) - Rivière Obamsca (Québec) - Rivière Missisicabi Est (Québec) - Rivière Missisicabi Ouest (Québec) - Rivière Harricana (Québec) - Rivière Joncas (Québec) - Rivière Turgeon (Québec) - Rivière Wawagosic (Québec) - Rivière du Détour (Ontario et Québec) - Rivière Garneau (Ontario et Québec) - Rivière Turcotte (Ontario et Québec) - Petite rivière Turcotte (Ontario) - Rivière Chabbie (Ontario et Québec) - Rivière Burntbush (Ontario) - Rivière Burntbush Nord (Ontario) - Rivière Mikwam (Ontario) - Rivière Mikwam Est (Ontario) - Petite rivière Mikwam (Ontario) - Rivière Kabika (Ontario) (Ontario) - Rivière Case (Ontario) - Rivière Kenning (Ontario) - Rivière Kabika Est (Ontario) - Rivière Patten (Québec et Ontario) - Rivière Patten Sud (Ontario) - Petite rivière Clive (Ontario) - Rivière Boivin (Québec) - Rivière Samson (Québec) - Rivière Plamondon (Québec) - Rivière Malartic (Québec) (Pour les autres affluents québécois de la rivière Harricana, voir l'article Liste des cours d'eau du Québec) - Rivière Moose (Ontario) - Rivière Abitibi (Ontario) - Rivière La Sarre (Québec) - Rivière Duparquet (Québec) - Rivière Dagenais (Québec) |

### Océan Atlantique
| Lac Supérieur | Lac Huron/Baie Georgienne | Lac Érié | Lac Ontario | Rivière Saint-Laurent                                          | Rivière des Outaouais |
| --- | --- | --- | --- | -------------------------------------------------------------- | --- |
| - Rivière Pigeon - Rivière Arrow - Rivière Pine - Rivière Lomond - Rivière Kaministiquia - Rivière Mission - Rivière McKellar - Rivière Whitefish - Rivière Matawin - Ruisseau Depot - Rivière Shebandowan - Rivière Redhorse - Rivière Bear - Rivière Aguasabon, Lac Long - Rivière Neebing - Rivière McIntyre - Rivière Imogene - Rivière Current - Rivière Wolf - Rivière Black Sturgeon - Rivière Sturgeon (péninsule Black Bay) - Détroit Nipigon, Baie Nipigon, Rivière Nipigon, Lac Helen - Lac Nipigon, bassin versant - Rivière Windigo - Rivière Mud - Rivière Ogoki - Rivière Kopka - Rivière Ombabika, Lac Summit (district de Thunder Bay) - Rivière Namewaminikan - Ruisseau Foxear - Rivière Roslyn - Rivière Ogaman - Rivière Blackwater - Rivière Gull - Lac Rainy, bassin versant - Rivière Rat - Rivière Steel - Rivière Pic - Rivière Black - Rivière Kagiano - Rivière White - Rivière Willow - Rivière Cascade - Rivière Swallow - Rivière Pukaskwa - Rivière Fox - Rivière Julia - Rivière Magpie - Rivière Dog - Rivière Michipicoten - Rivière Old Woman - Rivière Red Rock - Rivière Gargantua - Rivière Baldhead - Rivière Coldwater - Rivière Sand - Rivière Agawa - Rivière Montreal - Rivière Indian (district d’Algoma) - Rivière Harmony - Rivière Chippewa - Rivière Batchawana - Rivière Carp - Rivière Goulais | - Rivière Au Sable - Rivière Little Ausable - Rivière Bayfield - Rivière Beaver - Rivière Boyne - Rivière Bighead - Rivière Blind - Rivière Boyne - Rivière Coldwater - Rivière North (Ontario) - Rivière French - Rivière Wanapitei - Rivière Pillow - Rivière Murdock - Rivière Wolseley - Rivière Wolf - Rivière Little French - Rivière Restoule - Rivière Hall (rivière French) - Lac Nipissing, bassin versant - Rivière Amateewakea - Rivière Cache - Rivière Sturgeon - Rivière Chiniguchi - Rivière Obabika - Rivière Smoky - Rivière Temagami - Rivière Tomiko - Rivière Poplar - Rivière Little Sturgeon - Rivière Rivière - Rivière La Vase - Rivière Wasi - Rivière South - Rivière Go Home - Rivière Kagawong - Rivière Key - Rivière Magnetawan - Rivière Maitland - Rivière Manitou - Rivière Mindemoya - Rivière Mississagi - Rivière Bolton - Rivière Little White - Rivière Moon (Cottage Country) - Rivière Muskoka - Rivière Indian - Rivière Hollow - Rivière Boyne - Creek Sixteen Mile - Rivière Oxtongue - Rivière Buck - Rivière East - Rivière Musquash - Rivière Nine Mile - Rivière Nottawasaga - Rivière Boyne - Rivière Mad - Rivière Pine - Rivière Penetangore - Rivière Pickerel - Rivière Wolf - Rivière Pottawatomi - Rivière Pretty - Rivière St. Marys - Rivière Garden - Rivière Bar - Rivière Sauble - Rivière Rankin - Rivière Saugeen - Rivière Seguin - Rivière Serpent - Rivière Severn (segment de Trent-Severn Waterway) - Rivière Black (Gloucester Pool) - Rivière Black (rivière Severn) - Lac Simcoe, bassin versant - Rivière Beaver - Rivière Black (région York) - Rivière Gull (lac Balsam) - Rivière Spanish - Rivière Agnes - Rivière aux Sables - Rivière Vermilion - Rivière Onaping - Ruisseau Carhess - Ruisseau Depot - Rivière Michaud - Rivière Sydenham - Rivière Spey - Rivière Teeswater - Rivière Whitefish | - Rivière Détroit - Lac Sainte-Claire bassin versant - Rivière Little - Ruisseau Pike - Rivière Puce - Rivière Belle - Rivière Ruscon - Rivière Thames - Rivière Avon - Ruisseau Dingman - Ruisseau Jeanettes - Ruisseau McGregor - Ruisseau Medway - Ruisseau Oxbow - Ruisseau Pottersburg - Ruisseau Stoney - Ruisseau Waubuno - Ruisseau Sydenham - Rivière Sainte-Clair - Rivière Lynn - Rivière Grand - Rivière Conestogo - Rivière Eramosa - Rivière Irvine - Rivière Nith - Rivière Speed | - Rivière Niagara - Ruisseau Lyons - Ruisseau Two Mile - Ruisseau Tea - Chutes Niagara - Rivière Welland - Ruisseau Black (Niagara) - Ruisseau Coyle - Ruisseau Twelve Mile - Jordan Harbour, bassin versant - Ruisseau Twenty Mile - Ruisseau Red Hill (Hamilton) - Baie Burlington, bassin versant - Ruisseau Sulphur - Ruisseau Bronte - Ruisseau Sixteen Mile (Oakville) - Rivière Credit - Ruisseau Etobicoke - Ruisseau Spring - Ruisseau Little Etobicoke - Lac Heart (Brampton) - Ruisseau Elmcrest (Toronto) - Ruisseau North - Ruisseau Jackson - Ruisseau Superior - Ruisseau Mimico - Ruisseau Bonar - Rivière Humber - Ruisseau Black (Toronto) - Ruisseau Emerson - Ruisseau Jersey - Ruisseau Rainbow (Woodbridge) - Ruisseau Robinson (Toronto) - Rivière West Humber - Rivière East Humber - Toronto Harbour - Ruisseau Garrison - Rivière Springmount - Rivière London - Rivère Dewson - Rivière Asylum - Rivière Stafford - Ruisseau Denison - Rivière Brock - Rivière Havelock - Rivière Moutray - Ruisseau Russell - Ruisseau Taddle - Rivière Don - Branche Ouest de la rivière Don (West branch Don River) - Ruisseau Castle Frank - Ruisseau Taylor - Branche Est de la rivière Don (East Branch Don River) - Ruisseau German Mills - Ruisseau Deerlick - Ruisseau Highland - Rivière Rouge (Toronto-Pickering) - Ruisseau Beaver - Ruisseau Petticoat (Pickering) - Baie Frenchman, bassin versant - Ruisseau Amberlea - Ruisseau Dunbarton - Ruisseau Pine - Ruisseau Krosno - Ruisseau Duffins - Ruisseau Miller - Ruisseau Ganatsekiagon - Ruisseau Brougham - Ruisseau Pringle - Ruisseau Corbett - Ruisseau Goodman - Ruisseau Robinson - Ruisseau Darlington - Ruisseau West Side - Ruisseau Bowmanville - Ruisseau Soper - Ruisseau Wilmont - Ruisseau Foster - Ruisseau Graham - Ruisseau Carruthers - Rivière Ganaraska (Port Hope) - Rivière Trent (segment du Trent-Severn Waterway) - Rivière Crowe - Rivière North - Lac Rice, bassin versant - Rivière Indian - Rivière Otonabee - Lacs Kawartha, bassin versant - Rivière Burnt - Rivière Drag - Rivière Irondale - Rivière Fenelon - Rivière Gull - Rivière Scugog - Rivière Moira (Belleville) - Rivière Clare - Rivière Skootamatta - Rivière Black - Rivière Salmon - Rivière Napanee - Ruisseau Depot (rivière Napanee) - Ruisseau Little Cataraqui - Rivière Cataraqui (Kingston) - Canal Rideau, canal de navigation - Rivière Gananoque | - Fleuve Saint-Laurent (Saint Lawrence River) - Rivière Raisin | - Rivière Blanche (lac Témiscamingue) - Rivière Englehart (Ont.) - Rivière Misema (Ont.) - Petite rivière Misema (Ont.) - Rivière Larder (Ont.) - Rivière Laberge (via lac Hébert, lac Buies, lac Raven, lac Ward) (Ont. et QC) - Rivière Dufay (via lac Buies, lac Raven, lac Ward) (QC) - Rivière Montréal - Rivière Lady Evelyn - Rivière Matabitchuan - Rivière Mattawa - Rivière Amable du Fond - Rivière Kaibuskong - Ruisseau Depot - Rivière North - Rivière Jocko - Petite rivière Jocko - Rivière Chalk - Rivière Petawawa - Rivière Barron - Ruisseau Depot - Rivière Crow - Rivière North - Petite rivière Madawaska - Rivière Nipissing - Rivière Tim - Rivière Muskrat - Rivière Snake - Rivière Indian - Rivière Bonnechère - Rivière Bonnechère Nord - Rivière Sherwood - Rivière Pine - Rivière Madawaska - Rivière Opeongo - Rivière York - Petite rivière Mississippi - Rivière North York - Ruisseau Clyde - Rivière Madawaska Sud - Rivière Galipo - Rivière Crossbar - Rivière Madawaska Nord - Rivière Mississippi - Rivière Indian - Rivière Clyde - Petite rivière Clyde - Rivière Fall - Rivière Carp - Rivière Rideau - Rivière Jock - Rivière Tay - Rivière South Nation - Rivière Castor - Rivière North Castor - Rivière Middle Castor - Rivière South Castor - Rivière East Castor - Petite rivière Castor - Rivière Rigaud - Rivière Rigaud Est |

## Liste par ordre alphabétique (excluant les lacs)

### Rivières
| A | B | C | D |
| --- | --- | --- | --- |
| Rivière Agawa Rivière Agnes Rivière Albany Rivière Amable du Fond Ruisseau Amberlea Rivière Aquatuk Rivière Arrow Rivière Asheweig Rivière Asylum Rivière Attawapiskat Rivière Au Sable Rivière aux Sables Rivière Avon | Rivière Baldhead Rivière Bar Rivière Barron Rivière Batchawana Rivière Bayfield Rivière Beaver (comté de Grey) Rivière Beaver (rivière Kapiskau) Rivière Beaver (lac Simcoe) Rivière Beaver (rivière Severn) Rivière Beaver (district Thunder Bay) Rivière Berens Rivière Big Willow Rivière Bighead Ruisseau Black (Ontario) Ruisseau Black (Toronto) Ruisseau Black (rivière Abitibi) Ruisseau Black (rivière Bodell) Rivière Black (Gloucester Pool) Rivière Black (comté Hastings) Rivière Black (district Kenora) Rivière Black (rivière Severn) Rivière Black (district de Thunder Bay District) Rivière Black River (région York) Rivière Black Duck Rivière Black Sturgeon (district Kenora) Rivière Black Sturgeon (district Thunder Bay) Rivière Blind Rivière Bloodvein Rivière Bodell Rivière Bolton Ruisseau Bonar Rivière Bonnechère Rivière Borden (Ontario) Rivière Boyne (comté Grey) Rivière Boyne (district Muskoka) Rivière Boyne (rivière Nottawasaga) Rivière Boyne (district Parry Sound) Rivière Brock Rivière Brunswick Rivière Buck Rivière Burning Rivière Burnt | Rivière Cache Ruisseau Carhess Rivière Caribou (District Rainy River) Rivière Caribou (district Thunder Bay) Rivière Carp Rivière Castor Rivière Cat Rivière Cataraqui Rivière Chalk Rivière Chapleau Rivière Cheepash Rivière Cheepay Rivière Chiniguchi Rivière Clare Rivière Clyde Rivière Coldwater (district Algoma) Rivière Coldwater (comté Simcoe) Rivière Conestogo Rivière Credit Rivière Crow Rivière Crowe Ruisseau Cudmore Rivière Current | Rivière De Lesseps Rivière Détroit Ruisseau Denison Ruisseau Depot (lac Nosbonsing) Ruisseau Depot (rivière Barron) Ruisseau Depot (rivière Napanee) Ruisseau Depot (district Sudbury) Ruisseau Depot (district Thunder Bay) Rivière Dewson Rivière Dog Rivière Doghole Rivière Don (Toronto) Rivière Doran Ruisseau Dunbarton Rivière Dunrankin                                                                              |
| E | F | G | H |
| Rivière East Rivière East Dunrankin Rivière Ekwan Rivière English Rivière Eramosa | Rivière Fall Rivière Fat Rivière Fawn Rivière Fenelon Rivière Fire Rivière Firesteel Rivière Forks Rivière Fox (district Cochrane) Rivière Fox (district Kenora) Rivière Fox (district Thunder Bay) Ruisseau Foxear Rivière Frederick House Rivière French | Rivière Ganaraska Rivière Gananoque Rivière Garden Rivière Gargantua Rivière Go Home Rivière Goulais Rivière Grand Rivière Groundhog Rivière Gull (lac Nipigon) Rivière Gull (lac Balsam) Rivière Harricana Rivière Havelock Rivière Hay Rivière Holland Rivière Hollow Rivière Humber , Est Rivière Humber, Ouest | |
| I | J | K | L |
| Rivière Imogene Rivière Indian (district Algoma) Rivière Indian (lac Rice) Rivière Indian (rivière Mississippi) Rivière Indian (district Muskoka) Rivière Indian (Muskrat) Rivière Ivanhoe | Ruisseau Jackson Rivière Julia | Rivière Kagawong Rivière Kagiano Rivière Kaministiquia Rivière Kapiskau Rivière Kapuskasing Rivière Kattawagami Rivière Kenogami Rivière Kesagami Rivière Key Rivière Kinushseo Rivière Kirkwall Rivière Kopka Ruisseau Krosno Rivière Kwataboahegan | Rivière Lady Evelyn Rivière Lakitusaki Rivière Lawagamau Rivière Layton Rivière Little Rivière Little Ausable Rivière Little Kesagami Rivière Little Mississippi Rivière Little Otter Rivière Little Partridge Rivière Little Saganash Rivière Little Seal Rivière Little Shashiskau Rivière Little Swan Rivière Little Swanson Rivière Little White Rivière Lomond Rivière London Rivière Lynn                               |
| M | N | O | P |
| Rivière MacFarlane Rivière Mad Rivière Madawaska Rivière Magnetawan Rivière Magpie Rivière Magusi Rivière Maitland Rivière Makonie Rivière Manitou Rivière Maskinonge Rivière Matawin Rivière Matawitchewan Rivière Mattagami Rivière Mattawa Rivière Mattawasaga Mattawishkwia Rivière McIntyre Rivière McKellar Rivière Michaud Rivière Michipicoten Rivière Mindemoya Rivière Miniss Rivière Missinaibi Rivière Mission Rivière Missisa Rivière Mississagi Rivière Mississippi Rivière Moira Rivière Montreal (Algoma–Sudbury, Ontario) Rivière Montreal (district Timiskaming) Rivière Moon (Cottage Country) Rivière Moose Rivière Morrison Rivière Moutray Rivière Muketei Rivière Muskoka Rivière Musquash | Rivière Namewaminikan Rivière Napanee Rivière Nat Rivière Niagara Rivière Nemegosenda Rivière Night Hawk Rivière Nine Mile Rivière Nipigon Rivière Nipissing Rivière Nith Rivière Neebing Rivière Noluskatsi Rivière Nonquon Ruisseau North Rivière North York Rivière North Wabassie Rivière Nottawasaga | Rivière Obabika Rivière Old Woman Rivière Ombabika Rivière Onaping Rivière Opasatika Rivière Opeongo Rivière Opinnagau Rivière Otadaonanis Rivière Otonabee Rivière Otter Rivière Oxtongue | Rivière Pagashi Rivière Penetangore Rivière Pesekanaskoskau Rivière Pembina Rivière Pic Rivière Pickerel Rivière Pigeon Ruisseau Pine Rivière Pine Rivière Pineimuta Rivière Pipestone Rivière Pitticow Rivière Pivabiska Rivière Poplar (rivière Atikameg) Rivière Poplar (rivière Fawn) Rivière Poplar (Manitoba) Rivière Poplar (district Nipissing) Rivière Porcupine Rivière Pottawatomi Rivière Pretty Rivière Pukaskwa |
| Q | R | S | T |
| | Rivière Rainy Rivière Raisin Rivière Rankin Rivière Redstone (Northeastern Ontario) Rivière Rigaud Rivière Remi Rivière Restoule Rivière Rideau Rivière Roslyn Rivière Rouge | Rivière Sachigo Rivière Saganash Rivière Sagesigan Rivière Saint Lawrence Rivière St. Marys Rivière St. Raphael Rivière Salmon Rivière Sand Rivière Sauble Rivière Saugeen Rivière Schomberg Rivière Scugog Rivière Seal Rivière Seine Rivière Seguin Rivière Serpent Rivière Severn Rivière Shashiskau Rivière Shebandowan Rivière Skootamatta Rivière South Nation Rivière Soweska Rivière Spanish Rivière Speed Rivière Spey Rivière Springmount Rivière Stafford Rivière Steel Rivière Streatfeild Rivière Sturgeon (Péninsule Black Bay) Rivière Sturgeon (district Kenora) Rivière Sturgeon (lac Nipissing) Rivière Sturgeon (Manitoba) Rivière Sturgeon (rivière Marchington) Rivière Sturgeon (comté Simcoe) Ruisseau Superieur Rivière Sutton Rivière Swallow Rivière Swanson Rivière Sydenham | Rivière Talbot Rivière Teeswater Rivière Temagami Rivière Thames (London) Rivière Trent Rivière Turtle Ruisseau Twenty Mile |
| U | V | W | Y |
| Rivière Usiske | Rivière Vermilion (lac Seul) Rivière Vermilion (district Sudbury) | Rivière Wabigoon Rivière Wanapitei Rivière Wapesi Rivière Whitefish (rivière Berens) Rivière Whitefish (lac Seul) Rivière Whitefish (lac Night Hawk Lake) Rivière Whitefish (district Thunder Bay) Rivière Whitefish (district Sudbury) Rivière Winisk Rivière Winnipeg Rivière Welland | Rivière York |